# 1938 a tudományban
Az 1938. év a tudományban és a technikában.

## Díjak
- Nobel-díjak
  - Fizikai Nobel-díj: Enrico Fermi
  - Fiziológiai és orvostudományi Nobel-díj: Corneille Jean François Heymans
  - Kémiai Nobel-díj: Richard Kuhn

## Születések
- január 10. – Donald Knuth amerikai matematikus, az algoritmuselemzés „atyja”-ként emlegetett tudós
- január 28. – Tomas Lindahl Nobel-díjas (megosztva) svéd biokémikus, rákkutató
- március 5. – Lynn Margulis amerikai biológus († 2011)
- március 7. – David Baltimore Nobel-díjas (megosztva) amerikai molekuláris biológus és virológus
- augusztus 20. – Jean-Loup Chrétien francia űrhajós, az első nyugat-európai, aki űrrepülést hajtott végre
- szeptember 15. – James W. Christy amerikai csillagász
- december 23. – Bob Kahn, internetes adatátvitelhez használt technológiák készítője

## Halálozások
- január 16. – William Henry Pickering amerikai csillagász (* 1858)
- február 21. – George Ellery Hale amerikai csillagász (* 1868)
- június 14. – William Wallace Campbell amerikai csillagász (* 1862)
- augusztus 9. – Leo Frobenius német régész, etnológus (* 1873)